# Casalromano
Casalromano és un municipi situat al territori de la província de Màntua, a la regió de la Llombardia, (Itàlia).
Casalromano limita amb els municipis d'Asola, Canneto sull'Oglio, Fiesse, Isola Dovarese i Volongo.
Pertany al municipi la frazione de Fontanella Grazioli.

## Galeria

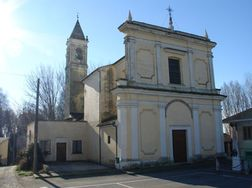
Església de Sant Bartomeu